# Winfred Yavi
Winfred Yavi   (Nairobi, Kenya, 31 de desembre de 1999) és una atleta kenyana, nacionalitzada bahrainiana, especialitzada en la prova dels 3.000 metres obstacles. Ha participat en 2 Olimpíades, guanyant la medalla d'or als Jocs Olímpics de París. A més, ha guanyat 1 medalla d'or al Campionat del Món de Budapest 2023, així com 3 medalles d'or als Jocs Asiàtics i 3 medalles (2 d'or) en els Campionats d'Àsia.
Actualment ostenta el rècord d'Àsia i 2a millor marca de tota la història als 3.000 metres obstacles amb un temps de 8:44.39, així com el rècord nacional de Bahrain en els 5.000 metres amb una marca de 14:41.99 minuts.

## Vida primerenca
Yavi va néixer al petit poblat d'Ukia, al comptat nigerià de Makueni, al sud-est de Nairobi. A l'agost de 2016, quan tenia 15 anys, va ser considerada elegible per Bahrain, gràcies a l'eina de naturalització. Poc temps després, quan ja va aconseguir la ciutadania de Bahrain, va declarar que li hagués agradat representar a Kenya, però "hi havia molta més competència" i no ho havia aconseguit en diverses ocasions.

## Carrera professional

### 2017 - 2020: Inicis professionals
El 2017, en el seu primer any com a professional representant Bahrain, ja va participar en dues proves de la Diamond League i es va classificar pel Campionat del Món de Londres. Va aconseguir arribar a la final i va quedar en 8a posició amb una marca personal de 9:22.67 minuts.
El 2018 es penjava la medalla de bronze en el Campionat del Món sub-20 celebrat a Tampere, amb una marca de 9:23.47 minuts. Poques setmanes després, aconseguia una nova marca personal i el rècord d'Àsia júnior a la prova de Mònaco de la Diamond League, aturant el rellotge als 9:10.74 minuts. El mes d'agost, guanyava la seva primera medalla d'or a nivell internacional, en els Jocs Asiàtics, celebrats a Jakarta.
El 2019 competia per primera vegada als Campionats d'Àsia, celebrats aquell any a Doha. Aconseguia 2 medalles d'or en les proves de 3.000m obstacles i 5.000 metres i una medalla de bronze en la prova de 1.500 metres llisos. En el Campionat del Món de Doha, aconseguia la 4a posició a la final, amb un temps de 9:05.68 minuts, el què suposava una nova marca personal.
El 2020, la competició es va aturar a partir del març, a causa de la pandèmia mundial del Covid-19.

### 2021 - 2022: Debut als Jocs Olímpics i baixada dels 9 minuts
El maig del 2021 tornava a baixar la seva marca personal, amb un temps de 9:02.64 minuts a la prova de Doha de la Diamond League. Dos mesos més tard, debutava en unes Olimpíades, classificant-se per la final i acabant en la 10a posició als Jocs Olímpics de Tòquio.
El 28 de maig de 2022, a la Prefontaine Classic d'Eugene, Yavi aconseguia baixar per primera vegada dels 9 minuts, acabant segona de la cursa amb un temps de 8:58.71 minuts. Només tres setmanes més tard, a la prova de París de la Diamond League tornava a fer marca personal, aturant el cronòmetre als 8:56.55 minuts i col·locant-se com a líder mundial de la temporada. Tot i les grans marques, en el Campionat del Món d'Eugene, tornava a quedar en 4a posició, sense poder-se penjar una medalla.

### 2023 - 2024: Or mundial i olímpic
El 2023, guanyava per primera vegada la medalla d'or al Campionat del Món de Budapest, superant de nou la seva marca personal amb un temps de 8:54.29 minuts. El 16 de setembre, corria la Prefontaine Classic rebaixant de nou el seu millor temps, amb una marca de 8:50.66, el què suposava la 2a millor marca de tota la història. Finalment, acabava l'any enduent-se dues medalles d'or a les proves de 3.000 metres obstacles i 1.500 metres dels Jocs Asiàtics celebrats a Hangzhou.
El 2024, Yavi aconseguia guanyar la medalla d'or als Jocs Olímpics de París, amb un rècord olímpic de 8:52.76 minuts. Pocs dies després va estar a punt d'aconseguir el rècord del món de Beatrice Chepkoech, quan va córrer una marca de 8:44.39 minuts a la prova de Roma de la Diamond League. El 2024 acabava l'any sortint a la revista Forbes, com una de les atletes joves més influents de l'any.

## Marques personals
| Disciplina       | Marca       | Seu     | Data               |
| ---------------- | ----------- | ------- | ------------------ |
| 3.000m obstacles | 8:44.39 AR  | Roma    | 30 d'agost de 2024 |
| 5.000 metres     | 14.41.99 NR | Lieja   | 19 de juny de 2024 |
| 1.500m llisos    | 4:05.54     | Nairobi | 7 de maig de 2022  |

## Trajectòria professional
| Jocs Olímpics     | Jocs Olímpics | Jocs Olímpics | Jocs Olímpics          |
| Any               | Seu           | Posició       | Prova                  |
| ----------------- | ------------- | ------------- | ---------------------- |
| 2020              | Tòquio        | 10a posició   | 3.000 metres obstacles |
| 2024              | París         | 1             | 3.000 metres obstacles |
| Campionat del Món |               |               |                        |
| 2017              | Londres       | 8a posició    | 3.000 metres obstacles |
| 2019              | Doha          | 4a posició    | 3.000 metres obstacles |
| 2022              | Eugene        | 4a posició    | 3.000 metres obstacles |
| 2023              | Budapest      | 1             | 3.000 metres obstacles |
| Jocs Asiàtics     |               |               |                        |
| 2018              | Jakarta       | 1             | 3.000 metres obstacles |
| 2023              | Hangzhou      | 1             | 3.000 metres obstacles |
| 2023              | Hangzhou      | 1             | 1.500 metres llisos    |
| Campionat d'Àsia  |               |               |                        |
| 2019              | Doha          | 1             | 3.000 metres obstacles |
| 2019              | Doha          | 1             | 5.000 metres           |
| 2019              | Doha          | 3             | 1.500 metres llisos    |